# Торговый сборник
«Торго́вый сбо́рник» — журнал, выходивший в Санкт-Петербурге с 1864 по 1873 год.

## История
Еженедельный журнал торговли и финансов «Торговый сборник» выходил в Санкт-Петербурге с 1 февраля 1864 года по 1873 год.
Издавал и редактировал журнал А. А. Красильников.
В «Торговом сборнике» помещались правительственные распоряжения по вопросам внутренней и внешней торговли, коммерческая информация, экономические статьи, посвящённые хозяйственным вопросам, обозрения финансового положения иностранных государств, статистика и другие материалы.
С 1874 года выходит под названием «Финансовое обозрение».